# Stazione di West Drayton
 La stazione di West Drayton è una stazione ferroviaria situata lungo la Great Western Main Line, a servizio del quartiere omonimo del borgo londinese di Hillingdon.

## Movimento
L'impianto è servito dai treni in servizio sulla Elizabeth Line, gestiti da Transport for London.

## Interscambi
Nelle vicinanze della stazione effettuano fermata alcune linee urbane automobilistiche, gestite da London Buses.
- Fermata autobus